# Lyropupa
Lyropupa es un género de gasterópodos de la familia de los Pupillidae.
Este género está conformado por las siguientes especies:
- Lyropupa anceyana
- Lyropupa clathratula
- Lyropupa hawaiiensis
- Lyropupa lyrata
- Lyropupa microthauma
- Lyropupa mirabilis
- Lyropupa perlonga
- Lyropupa prisca
- Lyropupa rhabdota
- Lyropupa scabra
- Lyropupa spaldingi
- Lyropupa sparna
- Lyropupa striatula
- Lyropupa thaanumi
- Lyropupa truncata